# Hiroe Ike
Hiroe Ike (japanisch 広江池 ‚Breitbuchtsee‘) ist ein kleiner See an der Prinz-Harald-Küste des ostantarktischen Königin-Maud-Lands. Er liegt am nordöstlichen Ufer der Bucht Breidvåg.
Vermessungen und Luftaufnahmen nahmen Teilnehmer einer von 1957 bis 1962 durchgeführten japanischen Antarktisexpedition vor. Japanische Wissenschaftler benannten ihn 1973 in Anlehnung an die Benennung der Bucht Breidvåg.